# 11379 Flaubert
11379 Flaubert (1998 SY74) là một tiểu hành tinh vành đai chính được phát hiện ngày 21 tháng 9 năm 1998 bởi E. W. Elst ở Đài thiên văn Nam Âu.